# آرامگاه اوسانها شماره ۲۱۱۰
آرامگاه اوسانها شماره ۲۱۱۰، (کره‌ای: 우산하 ۲۱۱۰호) در شهر جی‌آن از استان جی‌لین چین جای دارد. این بنا، یکی از آرامگاه‌های سلطنتی گوگوریو به‌شمار می‌آید و به‌طور رسمی با نام JYM 2110 شناخته می‌شود.

## ساختار آرامگاه
این آرامگاه سنگی پلکانی است که از شمال به جنوب ۶۶.۵ متر و از شرق به غرب ۴۵ متر طول دارد و در ۱ کیلومتری اوسانها شماره ۹۹۲ واقع شده است. در شرق آن یک محراب وجود دارد که با سنگ‌های کوهستانی و سنگ‌های رودخانه‌ای ساخته شده است.

## صاحب آرامگاه
باور بر این است که این آرامگاه متعلق به پادشاه تموشین و پادشاه گوگوکچئون یا پادشاه جونگچئون است و در حال حاضر گفته می‌شود که به احتمال زیاد مقبره پادشاه جونگچئون است.